# Snibbskål

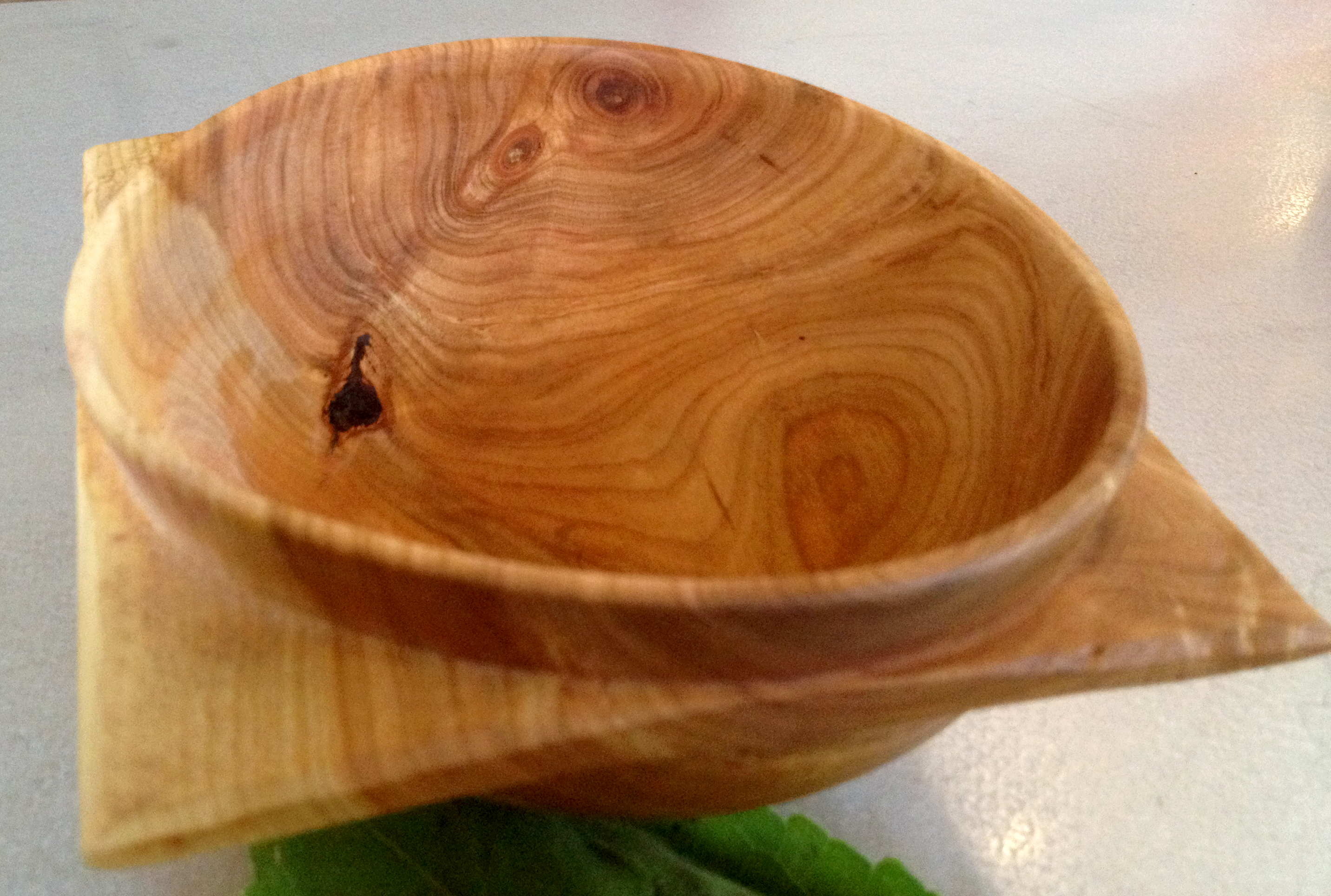
Snipskål

Snibbskål, snibbaskål, snipskål eller snipaskål är ett svarvat dryckeskärl i trä från 1600-1800-talet, ofta bemålat i rött med textinskription på insidan. Vanlig i södra Sverige, Västergötland, Östergötland och Småland. Den brukades genom att man bjöd varandra att dricka varvid man drack ur kärlet, vred det en fjärdedels varv och bjöd nästa person att dricka, denne vred skålen yttrerligare ett kvarts varv, osv. Under vridningen håller man i skålens snibbar, totalt har den fyra stycken. Var och en som ska till att dricka ur kärlet, börjar med att säga skål när denne håller i två av snibbarna - därav ordet skål.

## Bilder

Röd snibbskål från 1600-talet med texten:"Att som ett heligt bröd: och een förbuden kaka. Som till mun och tunga eij näns smaka. Alltså medh dryckenskap haff måteligheet. Thet tigh dock medh tijden sättee i godh roligheet".
Röd snibbskål från 1600-talet med texten:"Ehwad tu hafwer för een dygd, genom dryckeskap får tu blygd. Af laglar har then dieflar giordt. Men hwem sigh en förgäfwer stoort en Engell kanwäll heta må Ty medh högmods tu afstå ".
Röd snibbskål från 1600-talet med texten:"Icke är iag så stoor. Lijkwäll godt uthi migh boor. Ty drick nu lustigt aha. Uthi migh gåar ingen spau. Drick uth öhlet förr än thet dombnar. Äljest kan ske tu hoos skåhlen sombnar".